# Tourville-les-Ifs

Tourville-les-Ifs este o comună în departamentul Seine-Maritime, Franța. În 1 ianuarie 2022 avea o populație de 736 de locuitori.